# 다카타니 다이치
다카타니 다이치(일본어: 高谷 大地, 1994년 11월 22일~)는 일본의 레슬링 선수이다. 2024년 하계 올림픽 남자 자유형 웰터급 은메달을 획득했고 세계 선수권 대회에서 동메달 1개를 획득했다.